# Gare de Zighoud Youcef
La gare de Zighoud Youcef est une gare ferroviaire algérienne située sur le territoire de la commune de Zighoud Youcef, dans la wilaya de Constantine.

## Situation ferroviaire
La gare est située au sud de la ville de Zighoud Youcef, sur la ligne d'Alger à Skikda où elle est précédée de la gare de Didouche Mourad et suivie de celle de Aïn Bouziane.

## Histoire
Lors de la colonisation, la gare portait le nom de gare de Smendou.

## Service des voyageurs

### Desserte
La gare de Zighoud Youcef est desservie par les trains régionaux des liaisons :
- Constantine - Jijel[1] ;
- Constantine - Skikda[2] ;
- Constantine - Zighoud Youcef[3].